# Dendrotion onychogalea
Dendrotion onychogalea là một loài chân đều trong họ Dendrotionidae. Loài này được Cohen miêu tả khoa học năm 1998.